# Алондра Парк (Калифорнија)
Алондра Парк (енгл. Alondra Park) насељено је место без административног статуса у америчкој савезној држави Калифорнија.

## Демографија
По попису из 2010. године број становника је 8.592, што је 30 (-0,3%) становника мање него 2000. године.
| Група             | 2000.         | 2010.         |
| Белци             | 2.269 (26,3%) | 1.869 (21,8%) |
| Афроамериканци    | 1.088 (12,6%) | 806 (9,4%)    |
| Азијати           | 1.407 (16,3%) | 1.396 (16,2%) |
| Хиспаноамериканци | 3.526 (40,9%) | 4.304 (50,1%) |
| Укупно            | 8.622         | 8.592         |